# Robert E. Lee lovas szobra
Robert E. Lee lovas szobra (Robert E. Lee Monument) a virginiai Richmond belvárosában állt 131 éven át. A talapzattal együtt 19 méter magas építményt a Black Lives Matter mozgalom tüntetéseinek hatására 2021-ben eltávolították a helyéről.

## Felállítása
Robert E. Lee konföderációs főparancsnok halála után, 1870-ben vetődött fel, hogy szobrot kellene állítani  tábornoknak a Richmondban, a déli államok szövetsége fővárosában. Az eredeti terv az volt, hogy a szobrot a Hollywood-temetőben állítják fel. A cél érdekében a temető társasága (Hollywood Memorial Association) alapított egy nőegyletet (Ladies’ Lee Monument Association), amely 16 éven át gyűjtötte a pénzt a déli államokban. Jubal Anderson Early volt déli tábornok szintén alapított egy bizottságot az emlékmű támogatására. 1877-ig egyik szervezetnek sem sikerült elég adományt összegyűjtenie. Az állami törvényhozás a szervezők segítségére sietett, és egybevonta a két szervezet tőkéjét, amely 1886-ban elérte az 52 ezer dollárt.
A szobor elhelyezése megosztotta a szervezőket és támogatókat. A legtöbben a Libby- vagy a Gambles-dombot javasolták jó láthatóságuk miatt. 1887-ben Otway Allen ezredes saját, a Franklin Street végén fekvő ingatlanát javasolta a célra. Fitzhugh Lee kormányzó ezt a helyszínt támogatta, így elfogadták Allen ajánlatát. C. P. E. Burgwyn (1852-1915), a város építésze egy 61 méter átmérőjű, fűvel beültetett kör alakú területet vázolt fel a Franklin Avenue és a város határának találkozásánál. 1888-ban frissítette a tervet, és számos építési telket és több fasort jelölt ki, amellyel megteremtette a feltételét egy lakóövezetnek kialakításához a szobor körül. Ez a részt 1907-ig Lee-kerületnek nevezték.
A 6,4 méter magas, 12 tonnás bronz lovas szobrot a francia Jean Antonin Mercie, a talapzatot honfitársa, Paul Pujol  készítette. 1890. május 29-én leplezték le. A talapzatot márványból, oszlopait gránitból faragták. A talapzatot eredetileg allegorikus szoborcsoportok díszítették volna a déli és az északi oldalán. Az egyik a Szabadságot megtestesítő nőalakból és egy konföderációs katonából állt volna, a másik pedig a béke angyalát és a háború istenét ábrázolta volna. Ezek végül nem készültek el.

## Eltávolítása
2020-ban a rendőri erőszak elleni tüntetések gyűjtőpontjává vált a szobor. A talapzatot vandálok összefirkálták. A Black Lives Matter mozgalom tiltakozásai hatására 2021. szeptember 8-án a szobrot leemelték a helyéről, és elszállították. Végső helye a feketék történetét bemutató múzeum (Black History Museum and Cultural Center of Virginia) lett nyolc másik konföderációs emlékművel együtt. A szobor eltávolítása után egy időkapszulát találtak a helyszínen, amelyben többek között egy brit ezüstérme, egy 1875-ös almanach,  James Netherwood kőfaragó levele és fotója, valamint három könyv volt.